# César Romero
César Romero Zamora (né le 2 août 1989 à Chula Vista en Californie) est un footballeur américain d'origine mexicaine qui évolue au poste d'attaquant.

## Biographie

### Carrière
Avec le club arménien du Pyunik Erevan, il joue trois matchs en Ligue des champions, marquant un but.

### Vie personnelle
Alors qu'il se rend de Tijuana à Chihuahua par la route, César Romero est enlevé puis séquestré. Il est finalement remis en liberté par ses ravisseurs le 12 décembre 2016 vers 1h de l'après-midi après une séquestration d'une semaine.

## Palmarès
| Pyunik Erevan - Championnat d'Arménie (1) : - Champion : 2014-15. - Meilleur buteur : 2014-15 (21 buts). - Coupe d'Arménie (1) : - Vainqueur : 2014-15. |  | Vardar Skopje - Championnat de Macédoine (1) : - Champion : 2015-16. |